# ハシグロアビ
ハシグロアビ（嘴黒阿比、学名：Gavia immer）は、アビ目アビ科に分類される鳥類の一種である。

## 分布
北アメリカ大陸北部とグリーンランド沿岸で繁殖し、冬季は北アメリカ沿岸、アリューシャン列島とアイスランド、イギリス、スカンジナビア半島沿岸に渡り越冬する。
日本では迷鳥として、岩手県と青森県で観察記録がある。

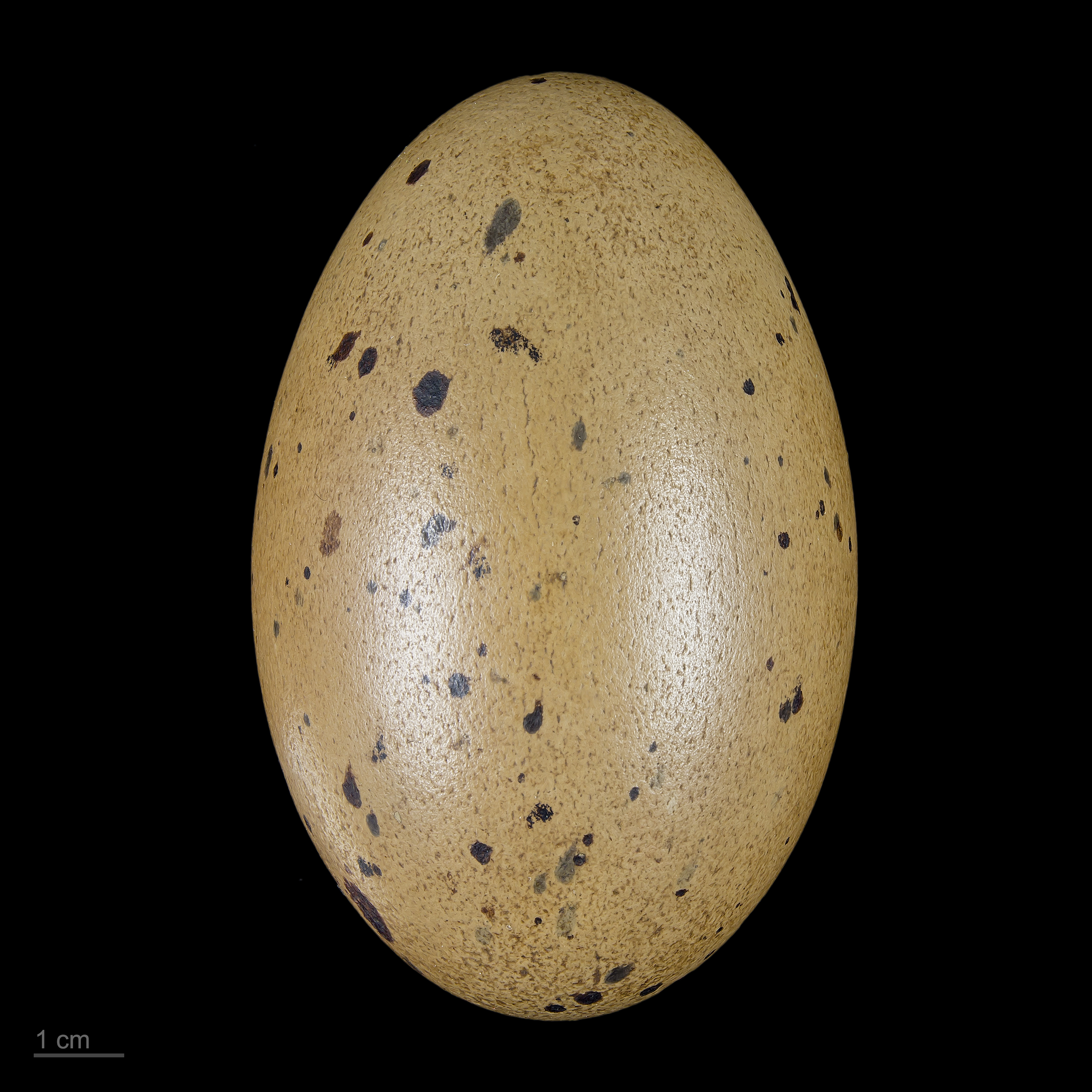
Gavia immer

黄色：繁殖地、橙色：越冬地、緑色：留鳥

## 形態
体長約80cm。体色はハシジロアビとよく似ているが、嘴の色の違いで区別できる。
成鳥夏羽は、頭部から頸にかけては光沢のある黒色で、喉と側頸に白と黒の縦じま模様がある。体の上面は黒く白斑が点在し、体の下面は白い。嘴の色は黒く、まっすぐ伸びている。成鳥冬羽は、体の上面がやや灰色みをおびた黒色で、体の下面は白い。幼鳥は体の上面が灰色みをおびた褐色で、体の下面は褐色がかった白色である。雌雄同色である。

## 生態
非繁殖期は海上に生息する。
川や湖の岸辺の地上に少し窪みを作り植物を敷いて営巣する。1腹2-3個の卵を産む。抱卵期間は約29日で、雌雄協同で抱卵する。

## 人間との関わり
ハシグロアビはカナダと五大湖地域の象徴の１つと見做されている。ミネソタ州とオンタリオ州の州鳥である。また、カナダの一ドル硬貨にある絵柄である。その硬貨はハシグロアビにちなんで「ルーニー」と呼ばれている。
おそらく1981年の『黄昏』以来、ハリウッド映画ではその寂しげな鳴き声がしばしば人里離れた土地を表す効果音として使われているが、本来の生息地と無関係に使われるため、たとえば『愛と哀しみの果て』ではアフリカのサバンナで鳴いているなどのおかしなことになっている。日本を舞台とした『KUBO/クボ 二本の弦の秘密』ではサギの鳴き声としてこの鳥の声が使われている。